# Megalopoli (Grecia)
Megalopoli (in greco antico: Μεγαλόπολις?) è un comune della Grecia situato nella periferia del Peloponneso (unità periferica dell'Arcadia) con 8 791 abitanti secondo i dati del censimento 2021.

## Storia e descrizione
A seguito della riforma amministrativa detta Programma Callicrate in vigore dal gennaio 2011 che ha abolito le prefetture e accorpato numerosi comuni, la superficie del comune è ora di 723 km² e la popolazione è passata da 8 657 a 11 044 abitanti.
Edificata sulle due rive del fiume Elissone, affluente dell'Alfeo, all'incrocio delle strade conducenti in Messenia e in Laconia (Arcadia Meridionale). Fu fondata per volere di Epaminonda, popolata con elementi di 40 borgate e 4 città e chiamata ἡ Μεγάλη Πόλις (la grande città) all'attuazione del sinecismo arcadico dopo la vittoria di Leuttra (371 a.C.) perché fosse la capitale dell'Arcadia unificata e completasse insieme con Messene e Mantinea la barriera contro l'espansione spartana.
Rimangono le rovine del teatro (il più grande della Grecia Antica), del Tersilio (una grande sala per assemblee), del tempio di Zeus Sotèr, del buleuterio, del ginnasio, degli uffici governativi e della cinta muraria.
A Megalopoli nacquero lo storico greco antico Polibio e lo scultore greco antico Aristea di Nicandro.